# The Rake's Progress

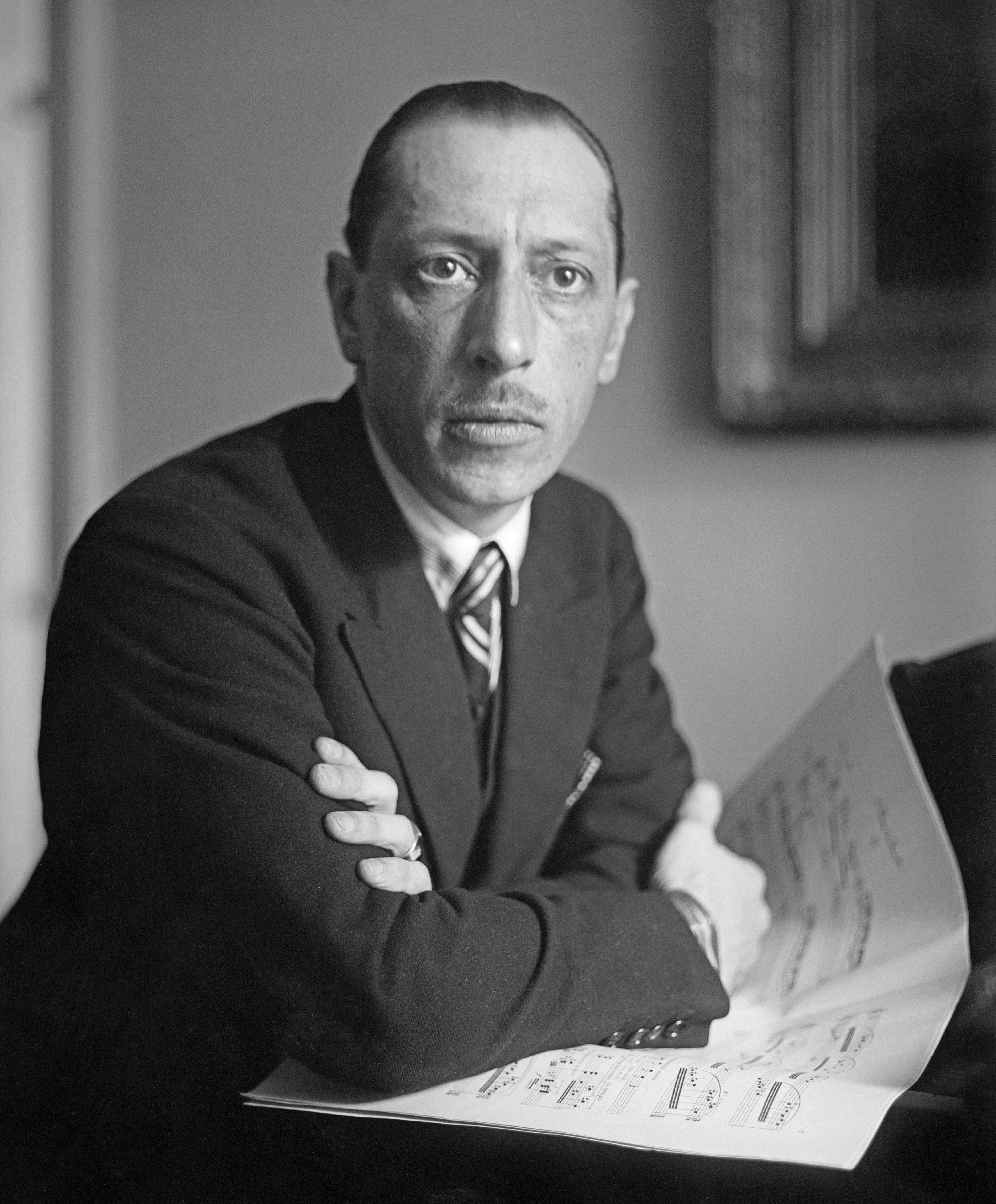
Igor Stravinsky

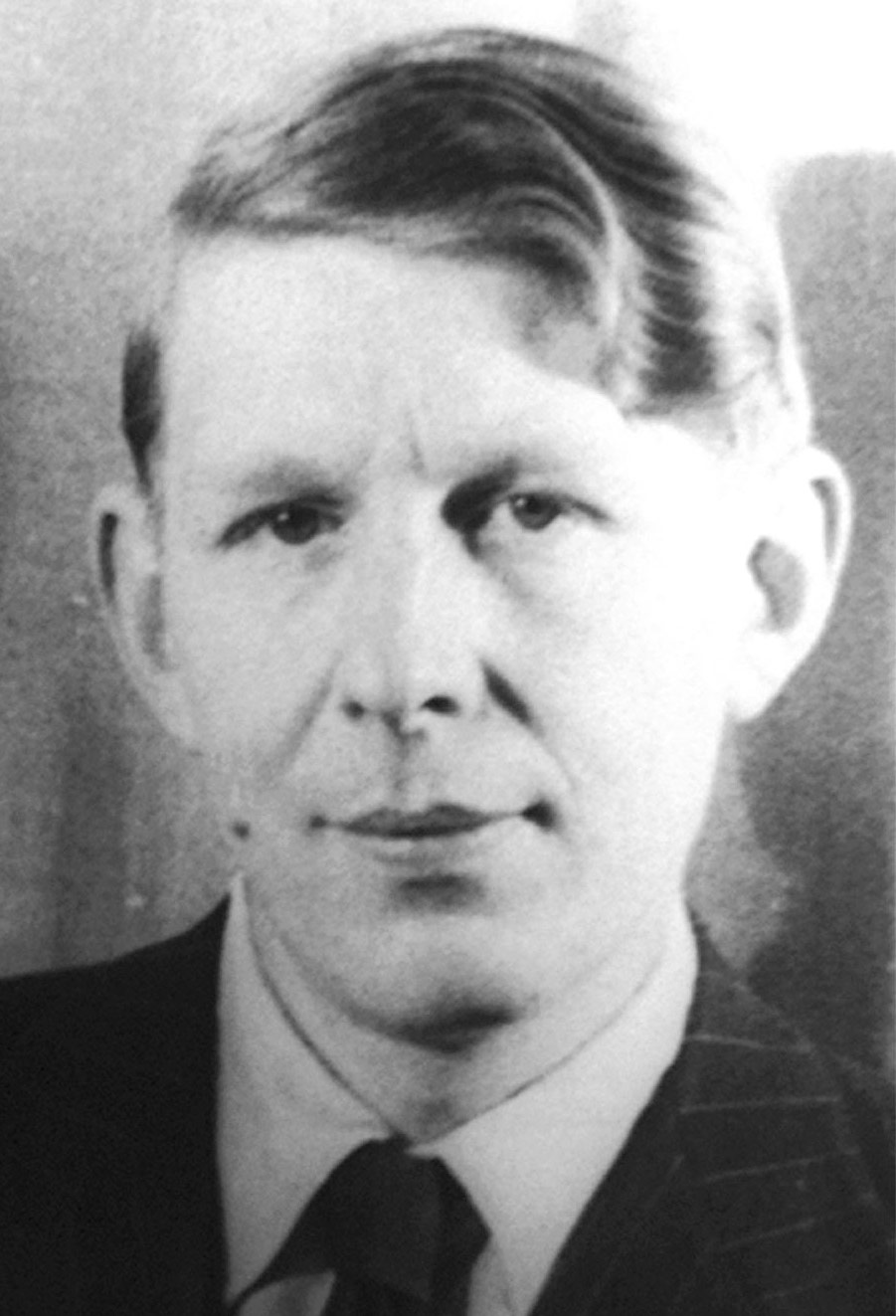
Wystan Hugh Auden, 1939 (foto Carl Van Vechten)

The Rake's Progress (W88) is een opera in drie akten van Igor Stravinsky. Het werk ging op 11 september 1951 in het Teatro La Fenice in Venetië in première. De opera, die ongeveer 2,5 uur duurt, werd tussen 1948 en 1951 gecomponeerd. De voorbereidende gesprekken voor het libretto met W.H. Auden vonden in 1947 plaats. Het uiteindelijke libretto werd door Auden met zijn vriend/partner Chester Kallman geschreven. The Rake's Progress is het resultaat van een zeldzame samenwerking van een befaamd componist met een even beroemd dichter als librettist.

## Stravinsky en opera
The Rake's Progress is Stravinsky's enige avondvullende opera. In tegenstelling tot zijn balletmuziek was zijn operaoeuvre beperkt. Bovendien waren de werken die hij voor het operagenre schreef ook kleinschalig. Hij schreef Le Rossignol (1908-1914), een sprookje dat al spoedig werd omgewerkt tot een ballet, Les Noces (1915-1916) en Renard (1915-1916), beide balletten met opera-achtige toevoegsels. Mavra (1921-1922) is een echte opera, maar een heel korte. In Oedipus Rex (1926-1927) werd het operagehalte ingesnoerd door de oratoriumvorm en in Persephone (1933-1934) door de cantatevorm en wederom het ballet.
The Rake's Progress is niet alleen Stravinsky's eerste grootschalige opera, maar ook zijn langste compositie. Het is bovendien niet in opdracht geschreven.
The Rake's Progress was het eerste werk van Stravinsky in het Engels, afgezien van Babel, waarin hij twee verzen uit de Bijbel in de English Authorised Version had getoonzet.

## De inspiratie: de gravures van Hogarth
Stravinsky baseerde zijn idee voor de opera op een reeks gravures van William Hogarth, A Rake's Progress, die hij op 2 mei 1947 in een Hogarthtentoonstelling in Chicago zag. Hogarth gaf in deze serie de opkomst en ondergang weer van de 'losbol' Tom Rakewell. De verzameling schilderijen waarop de gravures zijn gebaseerd, is in het bezit van Sir John Soane's Museum, Lincoln Inn Fields te Londen.
Het gaat om de volgende acht schilderijen en gravures:
| Hogarths oorspronkelijke schilderij | Gravure naar het schilderij | Wat zich afspeelt |
| ----------------------------------- | --------------------------- | --- |
|                                     |                             | De erfgenaam. Tom Rakewells vader sterft en Tom erft diens fortuin. De kamer waar een kleermaker zijn rouwkostuum wordt aangemeten is weelderig ingericht. Hij wordt door een moeder en haar dochter, Sarah Young, bezocht; Rakewell heeft de dochter verleid onder belofte van een huwelijk en hij stelt nu voor de zaak af te kopen. |
|                                     |                             | Het feest. Tom Rakewell is in zijn kamer omgeven door dans-, scherm-, muziek- en andere leraren. |
|                                     |                             | De orgie. Tom Rakewell brengt, dronken, de vroege uurtjes door in de Rose Tavern met een stel prostituees. |
|                                     |                             | De arrestatie. Tom Rakewell heeft zijn fortuin erdoorheen gejaagd en op het moment dat hij gearresteerd zal worden komt Sarah Young hem te hulp met haar spaarcentjes. |
|                                     |                             | De bruiloft. Om zijn financiën weer op orde te brengen huwt Tom Rakewell een oudere eenogige rijke dame. Sarah Young, met Tom Rakewells kind op haar arm, komt de kerk tijdens de huwelijksvoltrekking binnen in de hoop het huwelijk tegen te houden.                                                                                 |
|                                     |                             | Het gokhuis. Tom Rakewell verliest zijn tweede fortuin met gokken. |
|                                     |                             | De gevangenis. Tom Rakewell wordt in het gevang gezet voor schulden. Zijn woedende vrouw komt hem beschimpen, terwijl Sarah Young, die hem ook met het kind bezoekt, flauwvalt. |
|                                     |                             | Het gekkenhuis. Tom Rakewell is naar het gekkenhuis Bedlam gebracht, waar hij wordt bezocht door de immer trouwe Sarah Young die om hem huilt. |

## Libretto

### Tekst
Op advies van Stravinsky's vriend Aldous Huxley werd W.H. Auden benaderd voor het schrijven van het libretto.
Het libretto van Auden en Kallman volgt de lijn van het verhaal van Hogarth niet letterlijk. Tom Rakewell is bij Auden weliswaar een makkelijke prooi voor verleidingen, maar niet echt slecht. Bij Auden en Kallman herinnert Tom Rakewell zich tijdens de orgie in het bordeel zijn beloftes in de liefde. Hij vervangt het meisje uit de stad, Sarah Young, door het deugdzame en trouwe plattelandsmeisje Anne Truelove. Bij Auden en Kallman erft Rakewell het fortuin van een oom die hij nauwelijks kende en niet van zijn vader. Daarnaast is hij niet alleen een leeghoofd die zijn geld verbrast in een bordeel, maar ook iemand die zich overgeeft aan grilligheden (zijn huwelijk met de afschuwelijke Baba, niet om haar geld, maar om zelf te bepalen wat hij wil) en die lijdt aan grootheidswaan door te denken dat hij de boze wereld kan veranderen met een fantastisch plan om stenen in brood te veranderen.
Auden en Kallman introduceren ook Nick Shadow, het alter ego van Tom Rakewell, die als een knecht beantwoording moet geven aan Tom Rakewells drie wensen: rijkdom, geluk en de macht om de redder van de mensheid te worden. Shadow is een soort duistere Mephistopheles die zich in het eind van de opera ontpopt als de duivel en Tom Rakewell krankzinnig maakt als deze zich bij een gokspel om de ziel van Tom Rakewell tracht te onttrekken aan zijn verlies.
Auden en Kalman weten een combinatie te maken van humor en tragiek: soms is er overduidelijk sprake van komedie (de entree van Baba de Turk bijvoorbeeld), maar als aan het eind Tom Rakewell in het krankzinnigengesticht ligt roept dat medeleven bij de toeschouwer op en is er weer duidelijk sprake van tragedie.

### Verhaal
Akte 1
- scène 1: Tom Rakewell en Anne Trulove bezingen in de lente hun liefde in het hof bij het huis van Annes vader op het platteland. Trulove heeft bedenkingen over het voorgenomen huwelijk van zijn dochter en hij probeert een vaste baan voor Tom te regelen. Die wimpelt dat idee weg want "hij heeft andere plannen". Trulove zegt dat Anne weliswaar een arme man zal trouwen, maar dat hij niet toestaat dat die ook lui is. Als hij alleen is gelaten spreekt hij zijn voornemen uit om 'te leven volgens zijn gezond verstand en te vertrouwen op zijn geluk'. Als hij vervolgens zijn wens om geld uitspreekt verschijnt een vreemdeling, Nick Shadow, die hem vertelt dat hij goed nieuws heeft. Als ook Anne en haar vader aanwezig zijn vertelt Nick dat een onbekende oom Tom een aanzienlijk fortuin heeft nagelaten. Tom is blij en stelt voor om Nick als bediende in dienst te nemen; Nick stelt voor direct naar Londen te gaan om de erfenis verder te regelen. Op de vraag wat Tom hem moet betalen zegt Nick dat ze dat na een jaar en een dag zullen regelen. Als ze vertrekken zegt Nick tegen het publiek: 'De omzwervingen van een losbol zijn begonnen (The Progress of a Rake begins)'
- scène 2: Shadow introduceert Tom in de geneugten van de grote stad en neemt hem naar het bordeel van Mother Goose waar hij drinkt en zingt in het gezelschap van Hoeren en Slechte Jongens. Tom voelt zich niet op zijn gemak en als een koekoeksklok één uur slaat krijgt hij wroeging en wil hij weg. Op een sein van Nick draait de klok terug naar 12 uur. Tom drinkt verder en men vraagt hem te zingen; maar het onderwerp van zijn lied is de bedrogen geliefde, maar ook de geliefde waar toch altijd naar wordt verlangd. Het lied bekoort iedereen, ook Mother Goose die Tom meeneemt voor de nacht.
- scène 3: Ondertussen vraagt Anne zich op een zomeravond af waarom zij niets van Tom heeft gehoord. Ze vermoedt dat hij in gevaar is en ze vertrekt naar Londen om hem te helpen.

Akte 2
- scène 1: Tom heeft genoeg van zijn losbandig en lege leven. Hij uit zijn tweede belangrijke wens: geluk. Nick verschijnt onmiddellijk. Hij heeft een affiche die Baba the Turk, een succes op St. Giles' kermis, aankondigt. Hij doet Tom het voorstel om zijn vrijheid te tonen door Baba the Turk te trouwen, deze beroemde gebaarde vrouw. De meeste mannen zijn slaven van plezier of plicht en ze kunnen alleen gelukkig zijn als ze vrij van tirannie: een huwelijk dat noch op passie noch op verstand is gebaseerd is daarom een garantie voor Toms geluk. Tom is gauw overtuigd; dit zal hem ook snel beroemdheid brengen.
- scène 2: Het is herfst en Anne heeft het huis van Tom in Londen gevonden. Ze ziet Tom uit een draagstoel stappen en ze rent naar hem toe, maar hij weert haar af. Hij erkent zijn zwakheid en zijn onwaardigheid en zegt dat ze weg moet gaan. Pas als hij haar vertelt dat hij getrouwd is, ziet ze de situatie goed in. Gedurende hun gesprek roept Baba voortdurend van alles vanuit de draagstoel. Anne vertrekt en Baba stapt uit de draagstoel en de toegelopen enthousiaste toeschouwers kijken toe als ze haar sluier optilt en haar lange zwarte baard laat zien.
- scène 3: Tom vindt zijn excentrieke huwelijk duidelijk ondragelijk: Baba is een opvliegende kwebbelkous. Ze wordt razend als hij haar wegduwt, omdat ze denkt dat hij nog van Anne houdt. Voorwerpen kapotsmijtend loopt ze door de kamer. Tom legt haar het zwijgen op door zijn pruik over haar gezicht te gooien; Baba blijft zitten als bevroren. Tom valt in slaap en droomt dat Nick binnenkomt met een fantastische machine; hij demonstreert hoe er met het gebruik van een verborgen ruimte in de machine stenen in brood kunnen worden veranderd. Tom zegt in zijn slaap dat hij zou willen dat het waar was en als hij wakker wordt, vertelt hij zijn droom aan Nick die hem de machine laat zien: het is waar wat hij heeft gedroomd. Nick wijst Tom er op dat als deze machine in grote aantallen wordt geproduceerd, Tom de redder van de mensheid kan zijn. Tom gaat aan de slag om de machine op de markt te brengen, maar hij heeft niet door dat het bedrog is. Nick vertelt aan het publiek hoe je misbruik kan maken van de goedgelovigheid van mensen.

Akte 3
- scène 1: Het is lente. Het plan is mislukt en de akte begint met de veiling door Sellem van het bezit van de geruïneerde Tom, maar ook van Baba's bezittingen. Sellem biedt een onbekend voorwerp ter veiling aan – Baba zelf, nog steeds in de houding van de vorige akte. Als Sellem de pruik wegtrekt maakt ze de aria – een woede-uitbarsting – af uit Akte 2; ze wordt gekalmeerd maar wordt weer razend door de veiling. Ze kalmeert als Anne binnenkomt, doet afstand van Tom en verzekert Anne dat Tom nog van haar houdt. Baba adviseert haar om Tom te vinden en hem op het rechte pad te brengen.
- scène 2: Op een begraafplaats vraagt Nick om zijn loon: hij wil niet het geld dat Tom belooft hem later te geven, maar zijn ziel voor een jaar en een dag dienstverlening. Als de klok 12 slaat is Tom zijn ziel kwijt. Hij kan zijn eigen dood kiezen: mes, strop, gif of geweer. Maar als de klok gaat slaan en Tom jammert, stopt Nick bij de negende slag en stelt een kaartspel voor. Tom moet de 3 juiste kaarten raden. Nick helpt de wanhopige Tom een beetje op weg en tweemaal bevestigt de stem van Anne het antwoord van Tom; hij raadt de derde kaart goed en Nick is verslagen. Hij verdwijnt langzaam in een graf, maar veroordeelt Tom eerst nog tot krankzinnigheid.
- scène 3: Als Tom in het krankzinnigengesticht Bedlam is opgenomen gelooft hij dat hij Adonis is. Hij wacht op de komst van Venus. Als Anne hem met haar vader bezoekt is hij tevreden door de hereniging. Anne zingt hem in slaap, waarna ze haar vader volgt en vertrekt. Tom wordt wakker, schreeuwt om Venus, en zakt stervend ineen.

Epiloog
In een epiloog geven de hoofdpersonen de moraal van de opera: "For idle hands/And hearts and minds/The Devil finds/ a work to do/a work dear Sir, fair Madam, for you and you".

## Compositie
Het uitgangspunt voor Stravinsky was om een opera te schrijven in 'Italiaans-Mozartiaanse' stijl zoals hij dat noemde. The Rake's Progress is gegoten in de vorm van een 18e-eeuwse nummeropera, een dramma per musica. Stravinsky heeft dat verdedigd. Hij had naar eigen zeggen niet de bedoeling om die oude vorm te moderniseren, en ook wilde hij niet hervormen zoals Gluck, Wagner of Berg hadden gedaan. Die hadden er juist naar gestreefd om de clichés af te schaffen die hij probeerde opnieuw in te voeren. Of het gebruikmaken van het verleden, en tegelijkertijd in een voorwaartse richting gaan mogelijk is is een onderwerp voor Public Relations waar Stravinsky zich niet mee bezig zei te houden tijdens het componeren. De veronderstelde stap terug met The Rake's Progress heeft een radicaal voorwaartse uitstraling gekregen dankzij een vloed aan slecht gemaakt progressieve opera's, aldus Stravinsky.
The Rake's Progress, zei Stravinsky, is muzikaal eenvoudig uit te voeren maar moeilijk om op toneel te zetten. Het grootste obstakel hierbij is om na te laten de opera te accepteren voor wat het is. Het onwerkelijke blijft aanvaardbaar als de regisseur het karakter van de morele fabel niet uit het oog verliest.
The Rake's Progress is een bewust 'ouderwetse' nummeropera. Er zijn door het uitgangspunt van Stravinsky parallellen met Mozarts Don Giovanni: tegenover de antiheld Don Giovanni de antiheld van Tom Rakewell, beide opera's sluiten af met een epiloog met een moraal voor het publiek. En de scène op de begraafplaats in The Rake's Progress lijkt op de scène in Don Giovanni met Don Giovanni, Leporello en het standbeeld van de Commendatore. Tijdens de compositie luisterde Stravinsky met Auden samen naar een uitvoering van Così fan tutte voor twee piano's; dezelfde opera was de enige muziek waar hij tijdens het componeren naar luisterde. Bij zijn uitgever Boosey and Hawkes vroeg hij om de volledige partituren van de Mozart-Da Ponte opera's en van Die Zauberflöte om als bron van inspiratie te dienen. Griffitth ziet ook parallellen met L'Orfeo van Claudio Monteverdi: de openingsprelude, de overgang van een natuurlijke naar een onwerkelijke wereld (de overtocht van de Hades bij Monteverdi) en het laatste lied van Tom in barokstijl. Daarnaast vindt hij de muziek die voor Baba is geschreven meer Verdiaans dan klassiek in stijl.
Daarmee is het werk niet onpersoonlijk; er is geen maat die door een andere componist geschreven had kunnen zijn. Stravinsky gebruikt bewust de archetypen van de opera: Handel, Gluck, Mozart, Rossini, Weber, Verdi
In de partituur zijn de nummers helder aangegeven. Ze bestaan uit recitatief, zowel secco als accompagnato, arioso, aria's, ensembles (duetten, trio's en kwartetten) en koren. De aria's omvatten ook een cavatina voor Tom Rakewell en een cabaletta voor Anne Truelove. Er is niets, stelt Eric White, waar uit blijkt dat Stravinsky in dit werk op enige wijze beïnvloed is door welke operaontwikkeling dan ook sinds Donizetti of de middenperiode van Verdi.

### Robert Craft
Toen Auden in maart 1948 in Washington Stravinsky het definitieve libretto overhandigde was hij vergezeld door een vriend die hij aan Stravinsky voorstelde, de 24-jarige Robert Craft. Stravinsky was zo ingenomen met Crafts enthousiasme dat hij hem uitnodigde zich bij de Stravinsky's te vestigen als een soort secretaris-assistent. De eerste taak die Craft onder meer kreeg was dat hij Stravinsky zou assisteren met het Engels van het libretto: de zinnen ervan uitspreken en herhalen in verband met accenten e.d. Stravinsky was echter meer geïnteresseerd in de 'zingbaarheid' van de tekst, klinkerklanken binnen het vocale bereik en het effect van woorden op de vocale kwaliteit en omgekeerd.
Cantiga d'amigo (fragment)
Their learned kings bent down to chat with frogs/That was before the Battle of the Bogs/The key that opens is the key that rusts
Their cheerful kings made table on their stoves/This was until the Rotting of the loaves/The robins vanish when the ravens come
This was until the coaches reached the bogs/Now woolly bears pursue the spotted dogs/A witch can make an ogre out of mud

### Vorm
De aria's, ensembles en koren zijn geschreven in versvorm, de recitatieven in proza. Stravinsky noemt The Rake's Progress zelf een 'vers-opera', in tegenstelling tot wat hij een 'proza-opera' noemt, zoals Erwartung van Arnold Schönberg. Stravinsky wilde de afzonderlijke onderdelen, de aria's, door spraak verbinden en de gebruikelijke recitatieven vermijden; maar The Rake's Progress kreeg recitatieven van de meest gebruikelijke soort. Stravinsky wilde bij de recitatieven een begeleiding door klavecimbel; de piano bij de première en de uitvoering later in de Metropolitan Opera in 1953 was eerder een praktische noodgreep. Stravinsky volgt het onderscheid van secco en accompagnato recitatieven, maar past de traditionele muzikale opbouw ervan aan bij zijn eigen doeleinden. In de recitatieven vindt de modulatie van scène naar scène plaats. Elk van de negen scènes is daarbij een afgesloten muzikale eenheid.
De opera heeft geen instrumentale preludes, niet voor de opera als geheel, maar ook niet voor de scènes. De hoorns en trompetten waarmee de opera opent is "geen ouverture, of een prelude in de strikte zin, maar simpelweg hetzelfde als on va commencer".

## Première

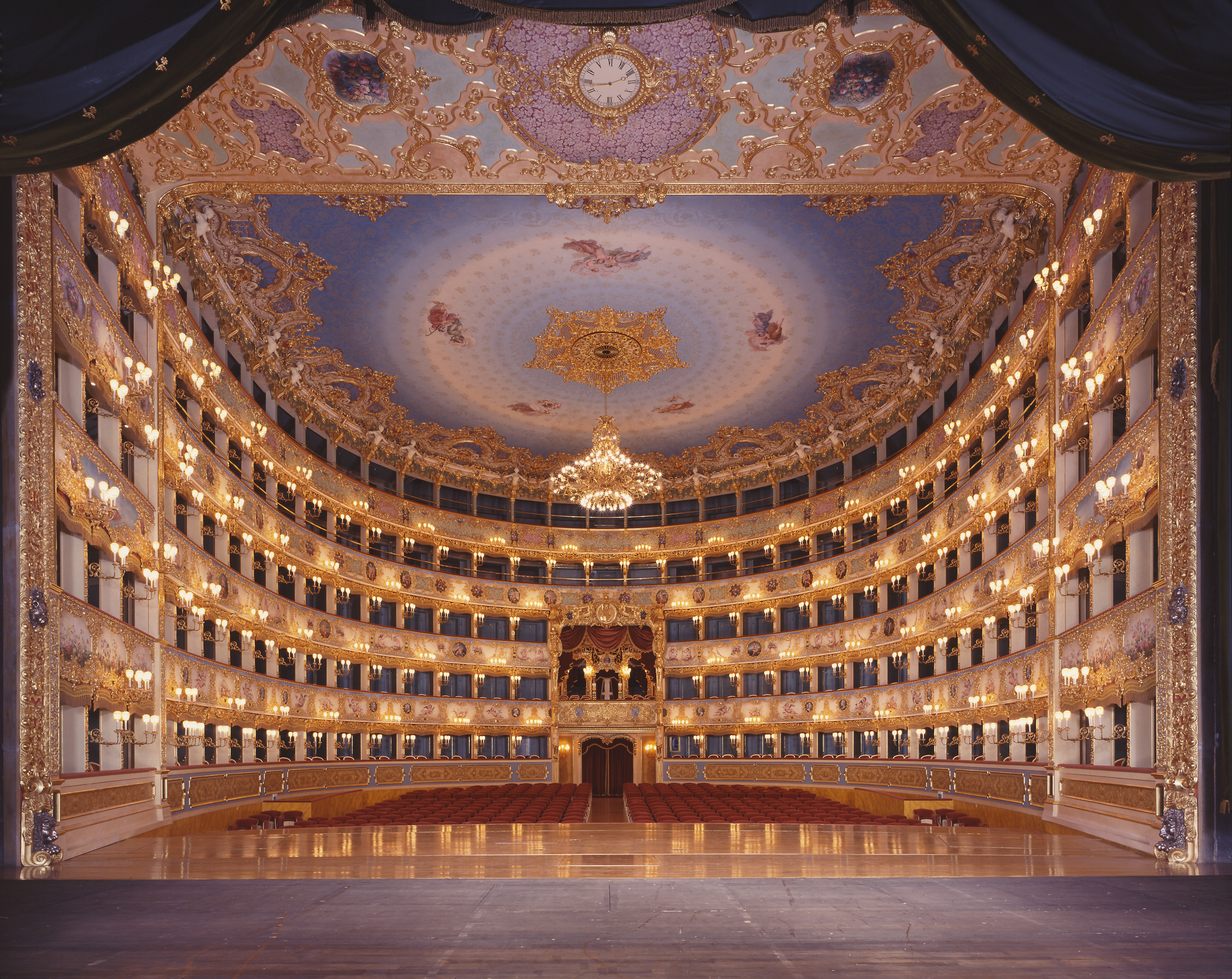
La Fenice

De première vond vijf maanden na het gereedkomen van het libretto plaats. Stravinsky had gehoopt op een première in een klein theater in New York, maar er was geen financiële basis voor zo'n onderneming. Dankzij een bijdrage van $ 20.000 als commissie van de Italiaanse regering ging de première naar het Teatro La Fenice in Venetië; de productie werd verzorgd door La Scala in Milaan

## Waardering
De première was niet bepaald evenwichtig; desondanks was het succes niet gering en volgden er kort op de première overal in de wereld opvoeringen. De uitvoering uit 1953 met de Metropolitan Opera onder leiding van de componist werd opgenomen (zie discografie). De opera heeft meer producties dan welke opera ook gehad sinds die van Giacomo Puccini. De productie die Ingmar Bergman in 1961 maakte voor de opera heeft Stravinsky bijzonder aangesproken. Zowel vanuit technisch opzicht (Bergman voegde maar één pauze in, na de 2e scène van Akte II), maar vooral vanuit benadering: Bergman nam het drama serieus en behandelde het niet als een triviale kolderieke vertoning.
Een andere productie die geschiedenis maakte is de uitvoering uit 1975 in Glyndebourne, waar de opera vele malen is opgevoerd, met decorontwerpen van David Hockney; de ontwerpen werden later ook door o.a. La Scala in 1979 en door de Nationale Reisopera in 2004 gebruikt.
The Rake's Progress, die gerekend kan worden tot de belangrijkste opera's van de 20e eeuw – met verder o.a. Lulu en Wozzeck van Alban Berg, Hertog Blauwbaard van Béla Bartók, Moses und Aaron van Arnold Schönberg en Lady Macbeth uit het district Mtsensk van Dmitri Sjostakovitsj – heeft in Nederland aanvankelijk minder aandacht van de operagezelschappen gehad. De Nederlandse Operastichting (voorloper van De Nederlandse Opera) voerde het werk op in 1982, met dirigent Edo de Waart en decor en kostuums van David Fielding, met een reprise in 1985. De Nederlandse Opera voerde het werk in 1998 op, de Nationale Reisopera voerde het werk eenmaal op in 2004 en het Onafhankelijk Toneel in 2000 (met een contratenor in de rol van Baba de Turk). In België werd The Rake's Progress door de Munt vijfmaal opgevoerd (in 1952, '62, '78, '92 en 2007).

## Oeuvre
Zie het Oeuvre van Igor Stravinsky voor een volledig overzicht van het werk van Stravinsky.

## Geselecteerde discografie
Stravinsky nam zelf driemaal The Rake's Progress op:
- The Rake's Progress, Rafael Ariè (b), Elisabeth Schwarzkopf (s), Robert Rounseville (t), Otakar Kraus (bar), Nell Tangeman (ms), Jennie Tourel (ms), Hugues Cuénod (t), Emanuel Menkes (b), Coro e Orchestra del Teatro alla Scala di Milano o.l.v. Igor Stravinsky (opname 1951 van de première productie)(Gala 2cds, GL 100.567)
- The Rake's Progress, Norman Scott (b), Hilde Gueden (s), Eugene Conley (t), Marc Harrell (bar), Martha Lipton (ms), Blanche Thebom (ms), Metropolitan Chorus and Orchestra o.l.v. Igor Steravinsky (opname uit 1953)(Naxos 2 cds 8.111266-67)
- The Rake's Progress, Don Garrard (b), Judith Raskin (s), Alexander Young (t), John Reardon (bar), Jean Manning (ms), Regina Sarfaty (ms), Kevin Miller (t), Peter Tracey (b), Sadler's Wells Opera Chorus, Royal Philharmonic Orchestra o.l.v. Igor Stravinsky (in 1991 verschenen op cd als deel 9 in de 'Igor Stravinsky Edition'; Sony, 2cds SM2K 46299)
- The Rake's Progress, Stafford Dean (b), Cathryn Pope (s), Philip Langridge (t), Samuel Ramey (bar), Astrid Varnay (ms), Sarah Walker (ms), John Dobson (t), Matthew Best (b), London Sinfonietta Chorus and Orchestra o.l.v. Riccardo Chailly (Decca 2cds, 411 644-2)
- The Rake's Progress, Robert Loyd (b), Dawn Upshaw (s), Jerry Hadley (t), Samuel Ramey (bar), Anne Collins (ms), Grace Bumbry (ms), Steven Cole (t), Roderick Earle (b), Chœur et Orchestre de l'Opéra de Lyon o.l.v. Kent Nagano (Erato, 2cds, 0630-12715-2)